# پورتوماجیوره
پورتوماجیوره (به ایتالیایی: Portomaggiore) یک کومونه در ایتالیا است که در استان فرارا واقع شده‌است.

## خصوصیات
پورتوماجیوره ۱۲۶ کیلومترمربع مساحت و ۱۲٬۲۷۲ نفر جمعیت دارد و ۲ متر بالاتر از سطح دریا واقع شده‌است.